# The Dawn of Grace
The Dawn of Grace è un album in studio natalizio del gruppo pop rock statunitense Sixpence None the Richer, pubblicato nel 2008.

## Tracce
1. Angels We Have Heard on High — 4:15
2. The Last Christmas Without You (Matt Slocum, Steve Hindalong) — 3:12
3. O Come, O Come, Emmanuel — 3:06
4. Silent Night (featuring Dan Haseltine) — 4:28
5. Riu Riu Chiu — 3:06
6. Carol of the Bells — 2:24
7. Christmas Island (Lyle Moraine) — 2:33
8. River (Joni Mitchell) — 3:57
9. Christmas for Two (Leigh Nash, Kate York) — 3:09
10. Some Children See Him (Alfred Burt) — 4:14